# Nullifikationskrise
Die Nullifikationskrise der Jahre 1832/1833 war ein politischer Konflikt in den Vereinigten Staaten von Amerika während der Präsidentschaft von Andrew Jackson. Gegenstand der Krise war die Frage, ob ein einzelner Bundesstaat das Recht hat, Bundesgesetze innerhalb seiner Staatsgrenzen aufzuheben (zu nullifizieren).
Anlass der Krise waren die Zollgesetze von 1828 und 1832, die zugunsten der vor allem im Norden wachsenden Industrie hohe Schutzzölle für Industrieprodukte einführten und im landwirtschaftlich geprägten Süden auf Widerstand stießen. Widerstand gegen die Zölle und eine politische Tradition, die die Union als Bündnis souveräner Einzelstaaten ansah, führten dazu, dass die Nullifikationsdoktrin in South Carolina großen Anklang fand. Ihr zufolge durfte ein Staat Gesetze, die er für verfassungswidrig hielt, nullifizieren und damit für ungültig erklären. Nach der Verabschiedung des Zollgesetzes von 1832 setzte South Carolina unter der Führung von John C. Calhoun, Robert Young Hayne, James Hamilton, Jr. und anderen Politikern diese Doktrin in die Tat um. Der Bundesstaat beschloss, die Zollgesetze von 1828 und 1832 ab Frühjahr 1833 außer Kraft zu setzen und drohte mit der Sezession aus den Vereinigten Staaten, falls die Zentralregierung die Gesetze mit Gewalt durchsetzen wollte. Präsident Andrew Jackson, selbst Zöllen gegenüber eher skeptisch, reagierte, indem er den Kongress zu weiteren Zollsenkungen aufforderte, South Carolina und die Nullifikationsdoktrin aber gleichzeitig öffentlich angriff und mit dem Einsatz militärischer Mittel drohte. Die sklavenhaltenden Staaten des Südens unterstützten South Carolina bei der Nullifikation nicht, machten jedoch klar, dass sie einen Krieg auf jeden Fall verhindern wollten. Unter Federführung von Henry Clay wurde schließlich ein Kompromiss gefunden. Er sah die weitere Senkung der Zölle sowie die Rücknahme der Nullifikation durch South Carolina vor.

## Vorgeschichte

### Einzelstaaten oder Zentralgewalt
Auseinandersetzungen um die Kompetenzen der Einzelstaaten und der Zentralregierung gab es bereits vor der eigentlichen Gründung der Vereinigten Staaten. Die 13 Kolonien, die sich 1776 mit der Unabhängigkeitserklärung vom englischen Mutterland lossagten und in der Folge gemeinsam den Unabhängigkeitskrieg führten, waren kein homogenes Staatsgebilde. Unterschiede in Religion, Kultur und Wirtschaft waren so bedeutsam, dass es für den Gründervater John Adams eher einem Wunder gleichkam, dass die 13 Kolonien sich überhaupt einig wurden: „Dreizehn Uhren wurden dazu gebracht, gleich zu gehen. Eine Perfektion der Mechanik, die kein Handwerker zuvor je erreicht hatte.“
Nach der erlangten Unabhängigkeit dominierte in den Kolonien das Gefühl, dass eine zu starke zentrale staatliche Gewalt schädlich sei. Zum einen wurde mit „Zentralgewalt“ vor allem England assoziiert, von dem man ja gerade die Unabhängigkeit erstritten hatte. Zum anderen sollte die neue Demokratie unmittelbar und direkt verantwortlich sein. Und schließlich lebten die meisten Kolonisten als kleine regionale Farmer, die die Regierung als notwendiges Übel ansahen und sie folglich so klein und schwach und kostengünstig wie möglich halten wollten. Resultat dieser und andere politischer Strömungen war die Konföderationsartikelverfassung, die den 13 Einzelstaaten großes Gewicht, der Zentralgewalt des Bundes jedoch nur kleine Bedeutung beimaß.
Nach dem Scheitern der Konföderationsartikelverfassung stritten sich die Föderalisten, die die neu entworfene Verfassung der Vereinigten Staaten propagierten, mit den Antiföderalisten, die in der neuen Verfassung eine zu starke Macht der Zentralgewalt sahen. Die resultierende Verfassung war ein Kompromiss, der eine deutlich stärkere Zentralgewalt beinhaltete. Aus Angst davor, dass die neue Verfassung nicht ratifiziert werde, wurden allerdings viele Passagen, die das Verhältnis zwischen Bund und Staaten bestimmten, recht weit und mehrdeutig gefasst, und es wurde kein „letzter Schiedsrichter“ für die Auslegung der Verfassung vorgesehen.
Nach der erfolgten Ratifizierung der Verfassung gab es deswegen vermehrt Streitigkeiten um die Auslegung der Verfassung. So kam es zwischen dem ersten Wirtschaftsminister Alexander Hamilton und dem ersten Außenminister Thomas Jefferson 1791 zu einem Konflikt darüber, ob die Verfassung dem Kongress das Recht zur Einrichtung einer Zentralbank gebe. Jefferson argumentierte, dass die Verfassung keine explizite Ermächtigung für eine Zentralbank gebe. Zwar gebe die Verfassung dem Bund das Recht, all jene Gesetze zu verabschieden, die für die Ausübung der ihm zugesprochenen Befugnisse „necessary and proper“ seien. Mit necessary sei ein restriktives notwendig gemeint, und eine Zentralbank sei nicht notwendig, die dem Bund zugesprochenen Rechte könnten auch ohne eine solche ausgeübt werden. Hamilton hielt dagegen, dass necessary in seiner weiteren Bedeutung nützlich („useful, requisite, incidental, useful or conducive to“) angesehen werden müsse, und dass eine Zentralbank in diesem Sinne necessary sei. Hamilton konnte Präsident Washington von seiner Meinung überzeugen, die erste amerikanische Zentralbank wurde am 4. Juli 1791 gegründet.
Jefferson und Hamilton hatten auch in Bezug auf andere politische Maßnahmen andere Meinungen, und um sie herum bildeten sich die ersten Parteien der jungen Republik: die für eine enge Auslegung der Verfassung eintretenden Demokraten-Republikaner um Jefferson, James Madison und James Monroe sowie die mehr zentralistisch orientierten Föderalisten.
1796 wurde der Föderalist John Adams Präsident. Während Adams’ Zeit als Präsident verschlechterten sich die Beziehungen zwischen den USA und Frankreich zunehmend, und 1798 kam es zum so genannten Quasi-Krieg. Vor diesem Hintergrund verabschiedete der Kongress die Alien and Sedition Acts. Sie erlaubten dem Präsidenten unter anderem, Ausländer, die aus feindlichen Staaten kamen oder als gefährlich betrachtet wurden, abzuschieben oder in Haft zu nehmen. Außerdem wurde die Veröffentlichung „falscher, schändlicher und bösartiger“ Schreiben gegen die Regierung und ihre Beamten zum verbrecherischen Akt erklärt.
Die Republikaner sahen diese vor allem von den Föderalisten propagierten Gesetze als Angriff auf die Freiheit an. Für Jefferson beispielsweise verstießen sie gegen den Ersten Verfassungszusatz, der das Recht auf freie Rede und freie Presse garantierte. Er und James Madison verfassten deswegen 1798 zwei Beschlüsse für die Parlamente von Virginia und Kentucky, die sogenannten Kentucky and Virginia Resolutions. In den von Jefferson verfassten Beschlüssen des Parlaments von Kentucky wurde die Union als ein „Pakt“ zwischen den Staaten und der Zentralgewalt bezeichnet. Wie schon beim Streit mit Hamilton über die Zentralbank argumentierte Jefferson, dass der Bund nur dort Kompetenz habe, wo sie ihm von der Verfassung eindeutig zugesprochen sei. Sollte er diese Kompetenz auch in anderen Bereichen beanspruchen, so wären diese Beschlüsse ungültig. In Bezug auf die Ungültigkeit solcher Gesetze benutzte Jefferson das Wort Nullifikation. Diese, von den Einzelstaaten vorgenommen, sei das „rechtmäßige Gegenmittel“ (rightful remedy) gegen eine Kompetenzüberschreitung des Bundes. Kentucky blieb jedoch der einzige Staat, der die von Jefferson geschriebenen Beschlüsse verabschiedete. Virginia verabschiedete eine von James Madison verfasste, etwas mildere Version. Auch diese wurde von keinem weiteren Staat der USA unterzeichnet. Die beiden Beschlüsse bildeten jedoch so etwas wie einen Weckruf für die Demokraten-Republikaner, die in den folgenden Wahlen siegten und nacheinander Thomas Jefferson und James Madison zu Präsidenten machten. Jefferson und Madison zeigten während ihrer 16 Jahren im Amt, dass sie die Verfassung als Präsidenten weniger strikt auslegten als zuvor; sie widerriefen jedoch nie die beiden Beschlüsse von 1798, die für viele Demokraten-Republikaner so etwas wie ein unerfülltes Credo blieben.
Unerfüllt blieben die „Prinzipien von 1798“ auch, weil die Vereinigten Staaten nach dem Krieg von 1812 von einer insgesamt eher zentralistischen Stimmung erfasst wurden (die auch mit dem Begriff nationalism bezeichnet wird), die zu den Maßnahmen des sogenannten „American System“ führte. So gab der Bund verstärkt Geld für Infrastrukturmaßnahmen wie Kanäle und Straßen aus, die Second Bank of the United States wurde 1816 ins Leben gerufen, und die Industrie wurde mit Schutzzöllen gefördert.

### Südstaatliche Unzufriedenheit in den 1820er Jahren

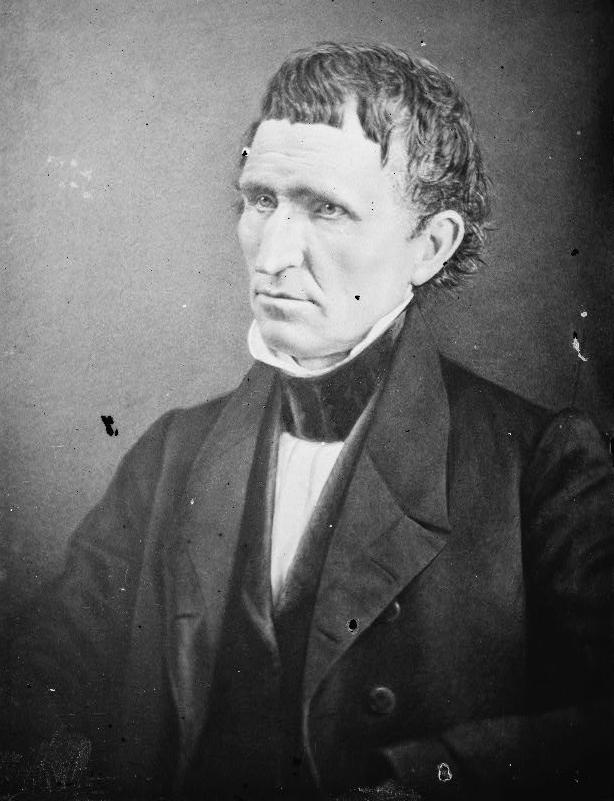
George McDuffie, Kongressabgeordneter South Carolinas und Gegner von Schutzzöllen

Der amerikanische Konsens um das American System begann zu Beginn der 1820er Jahre zu bröckeln. Als Missouri in die Union aufgenommen werden wollte, kam es zu Streitigkeiten um die Ausbreitung der Sklaverei und das Verhältnis zwischen freien und sklavenhaltenden Staaten, die zum Missouri-Kompromiss führten.
Ebenfalls für Aufregung sorgte das 1822 von South Carolina aus Angst vor Sklavenaufständen verabschiedete Negro Seamen Law. Gemäß diesem Gesetz mussten afroamerikanische Besatzungsmitglieder von Schiffen, die die Häfen South Carolinas angelaufen hatten, im Gefängnis interniert werden, bis ihr Schiff wieder ablegte. Der Bundesgeneralstaatsanwalt, William Wirt, bezeichnete dieses Gesetz 1824 als verfassungswidrig. Der Senat von South Carolina stellte sich offiziell gegen diese Meinung; das Recht eines Sklavenstaates, sich vor einem Aufstand zu schützen, gehe gegenüber allen Gesetzen, Verträgen und Verfassungen vor.
Die politischen Konflikte wurden noch durch massive wirtschaftliche Probleme des Südens verstärkt. 1819 gab es einen Börsenkrach, der in der Folge vor allem den Süden und hier vor allem South Carolina traf. Zahlreiche Plantagen waren mit hohen Hypotheken belastet, die nun infolge einer Bankenkrise fällig wurden. Darüber hinaus waren die Böden South Carolinas nach langjährigem Anbau ausgelaugt, und mit den jungen Südweststaaten mit ihren frischen, ertragreichen Böden war starke Konkurrenz erwachsen. Die Südweststaaten hatten ihre landwirtschaftliche Fläche außerdem noch nicht vollständig erschlossen und konnten im Angesicht der Hypothekenkrise auf größere Flächen unbebauten, frischen Landes zurückgreifen, eine Möglichkeit, die im „alten“ South Carolina nicht bestand. Anfang der 1820er Jahre wurde die Ostküste der Vereinigten Staaten außerdem von mehreren Hurrikanen heimgesucht, die die Probleme der Pflanzer in South Carolina noch weiter verstärkten. Im Endergebnis wurde South Carolina mehr als alle anderen Staaten von der Wirtschaftskrise getroffen. Zahlreiche Pflanzer wanderten aus, in den 1820er und 1830er Jahren verlor der Staat 200.000 Einwohner (inklusive Sklaven).
In den Augen der Bewohner South Carolinas waren die seit einigen Jahren vorherrschenden Zölle ein wichtiger Grund für ihre wirtschaftlichen Probleme. Einerseits erhöhte der Zoll die Preise für geschützte Güter (wie Eisenwaren und Stoffe) auf ein Niveau über dem Weltmarktpreis, sodass die Konsumenten mehr für diese bezahlen mussten. Darüber hinaus befürchtete man, dass Importzölle auf Stoffe die Nachfrage nach diesen und damit auch die Nachfrage nach Baumwolle reduzieren würden. George McDuffie, ein Kongressabgeordneter aus South Carolina, formulierte die „40 bale theory“, der zufolge ein Zoll von 40 % etwa dasselbe sei wie jedem Pflanzer 40 von 100 Ballen Baumwolle wegzunehmen. Die politischen Konflikte um die Sklaverei und die wirtschaftlichen Sorgen führten zu einem Klima der Aufgeregtheit in South Carolina. Der einflussreiche Politiker John C. Calhoun aus South Carolina, der zuvor ein eher nationales Programm mit Schutzzöllen und Infrastrukturmaßnahmen vertreten hatte, sah sich zunehmender Konkurrenz durch Politiker ausgesetzt, die eine stärkere Berücksichtigung der Rechte der Einzelstaaten forderten. In der Folge wechselte Calhoun gewissermaßen das Lager und entwickelte eine Theorie der states’ rights, die noch weiter ging als die seiner politischen Konkurrenten.
Die grundsätzliche Unzufriedenheit mit der Politik der Vereinigten Staaten war nicht nur ein auf South Carolina beschränktes Phänomen; der Süden als Ganzes wurde im Laufe der 1820er Jahre unzufrieden mit der politischen Situation. Nach dem Krieg von 1812 hatten die meisten Südstaatler die national-zentralistischen Maßnahmen der Demokraten-Republikaner und das American System unterstützt. Nach dem Missouri-Kompromiss wuchsen jedoch die Vorbehalte gegen eine zu starke Zentralgewalt und die Angst davor, diese Zentralgewalt könne durch dem Süden schädliche Interessen kontrolliert werden. Politiker vor allem im Südosten wandten sich in der Folge vermehrt gegen die Verfassungsgerichtsbarkeit des Supreme Court, sahen Schutzzölle und Infrastrukturmaßnahmen (die sie in den 1810er Jahren wie Calhoun mehrheitlich unterstützt hatten) als schädlich an und fragten sich offen, ob ihre Region noch eine Zukunft in der Union habe. Allerdings konnte sich der Süden als Ganzes nicht darüber einig werden, wie man der neu erkannten Bedrohung gegenübertreten solle.
1824 wurde mit John Quincy Adams ein national gesinnter Politiker aus Neuengland zum Präsidenten gewählt. Er besiegte seinen bisherigen Parteikollegen Andrew Jackson. In der Folge stiegen die Ausgaben für Infrastrukturmaßnahmen an, 1826 brachen die Baumwollpreise ein und der Süden war erbost über das 1824 verabschiedete Zollgesetz. Der Widerstand gegen das American System wurde dadurch noch verstärkt, zumal die Sorge um die Sklaverei anstieg. Eine breite Auslegung der Verfassung wurde mehr und mehr als Gefahr für die „besondere Institution“ des Südens angesehen. Der virginische Politiker John Randolph of Roanoke brachte diese Sorge auf den Punkt, als er sagte, dass ein Kongress, der eine Straße bauen könne, auch in der Lage sei, jeden Sklaven in den Vereinigten Staaten zu befreien.

### Die Wahl Jacksons

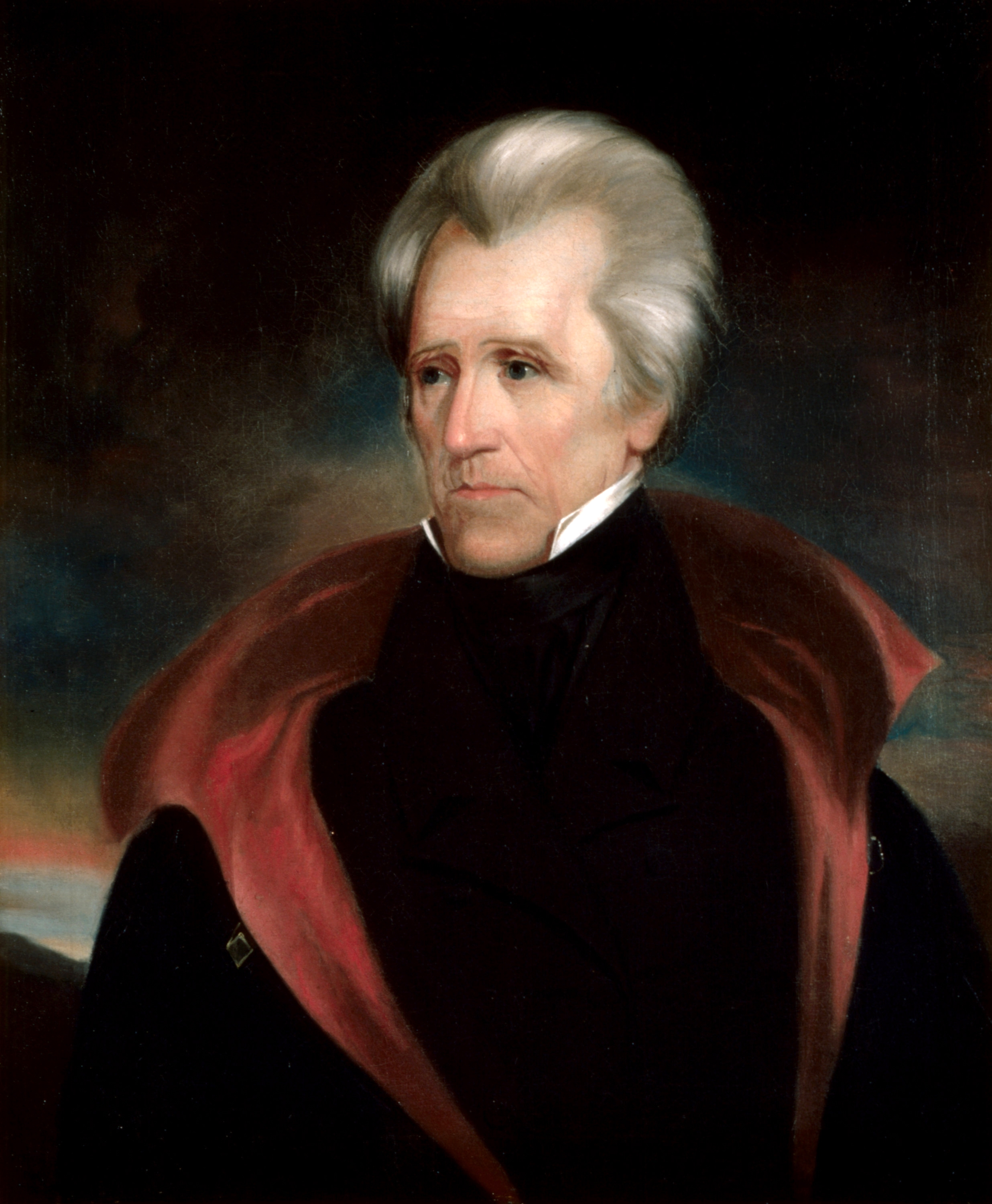
Andrew Jackson als Präsident der Vereinigten Staaten

Eine gewisse Beruhigung für den Süden trat 1828 ein, als Andrew Jackson die Präsidentschaftswahl gegen John Quincy Adams gewann und 1829 ins Weiße Haus einzog. Jackson, ein Held des Krieges von 1812 und Gründer, war ein Anhänger der Jeffersonschen Prinzipien, von einer enormen Ausweitung der Demokratie und hatte ein moderates Wahlprogramm, dessen wichtiges Ziel die Reduzierung des Schuldenlast war. Die von ihm aus der Demokratisch-Republikanischen Partei heraus gegründete Fraktion (die spätere Demokratische Partei) hatte bereits seit 1826 die Kongressmehrheit. Er galt durch seine Herkunft und seine Prinzipien als der erste Mann des Volkes im Amt des Präsidenten. In Bezug auf den Zoll wollte er einen „gerechten Mittelweg“ finden. Jackson fand breite Unterstützung: klassische Demokraten-Republikaner, denen Adams’ zentralistische Maßnahmen zu weit gingen; Wähler und Politiker aus den westlichen Staaten, die auf eine Erneuerung der „Prinzipien von 1798“ und der Ideale Thomas Jeffersons hofften und auch radikalere Verfechter der Einzelstaaten aus dem Süden. Letztere stellten mit John Calhoun Jacksons Kandidaten für den Vizepräsidenten. Dies und die Tatsache, dass Jackson aus dem Süden kam und selbst Sklaven hielt, weckten in dieser Gruppe die Hoffnung, er werde „ihr“ Präsident. Ein gewichtiger Unterschied zwischen Jackson und seinem running mate Calhoun war jedoch, dass Jackson als Begründer der ersten modernen Partei der Welt eine klare breitendemokratische Grundorientierung hatte, Calhoun dagegen eher elitistisch eingestellt war.
Tatsächlich kam es in den ersten Jahren von Jacksons Amtszeit zu einer gewissen Beschwichtigung des Südens. Der neu ernannte Generalstaatsanwalt für Georgia erklärte das Negro Seamen Law für mit der Verfassung vereinbar, und auch in anderen die Sklaverei betreffenden Beschlüssen stimmten Jackson-Anhänger aus Nord und Süd im Kongress für die Position des Südens. Auch bei der Vertreibung der in Georgia, Mississippi und Alabama lebenden Indianer unterstützte Jackson die dortigen Staaten. 1830 machte Jackson außerdem von seinem Vetorecht Gebrauch und beendete damit einen Gesetzentwurf für weitere Infrastrukturmaßnahmen des Bundes.
Einzig in der Zollfrage konnte Jackson nicht nachgeben; für den von ihm propagierten Schuldenabbau benötigte der Bund Einnahmen, und darüber hinaus musste Jackson in dieser Frage auch auf seine nordstaatlichen Anhänger eingehen, die eine zu starke Reduzierung der Zölle nicht mitgetragen hätten.

### Das Zollgesetz von 1828 und die Nullifikationsdoktrin
| Jahr                                                                        | Einnahmen des Bundes aus Zöllen | Gesamtwert der amerikanischen Importe | Quotient |
| --------------------------------------------------------------------------- | ------------------------------- | ------------------------------------- | -------- |
| 1821                                                                        | 13,0                            | 72                                    | 18,1 %   |
| 1822                                                                        | 17,6                            | 92                                    | 19,1 %   |
| 1823                                                                        | 19,1                            | 87                                    | 22,0 %   |
| 1824                                                                        | 17,9                            | 90                                    | 19,9 %   |
| 1825                                                                        | 20,1                            | 106                                   | 19,0 %   |
| 1826                                                                        | 23,3                            | 95                                    | 24,5 %   |
| 1827                                                                        | 19,7                            | 90                                    | 21,9 %   |
| 1828                                                                        | 23,2                            | 97                                    | 23,9 %   |
| 1829                                                                        | 22,7                            | 83                                    | 27,3 %   |
| 1830                                                                        | 21,9                            | 79                                    | 27,7 %   |
| 1831                                                                        | 24,2                            | 112                                   | 21,6 %   |
| 1832                                                                        | 28,4                            | 112                                   | 25,4 %   |
| 1833                                                                        | 29,0                            | 119                                   | 24,4 %   |
| 1834                                                                        | 16,2                            | 140                                   | 11,6 %   |
| 1835                                                                        | 19,4                            | 166                                   | 11,7 %   |
| Zolleinnahmen und Gesamtimporte der USA Alle Angaben in Millionen US-Dollar |                                 |                                       |          |

Tatsächlich konnten sich die Jackson-Anhänger aus Nord und Süd im Kongress 1828 nicht einigen; stattdessen kam es zu einem Schulterschluss der zentralistischen Anhänger Adams’ und der nordstaatlichen Parteigänger Jacksons, die beide für Schutzzölle eintraten und gemeinsam ein Zollgesetz verabschiedeten, das im Süden als „Zoll der Scheußlichkeiten“ (Tariff of Abominations) bekannt wurde. Das Zollgesetz von 1828 erhöhte die Einfuhrzölle für zahlreiche Güter, das Verhältnis von Bundeszolleinnahmen zu Gesamtimporten stieg von rund 22 % im Jahr 1827 auf mehr als 27 % im Jahr 1829. Aus Sicht Calhouns und seiner Anhänger war der Versuch, sich des Zolls durch demokratische Mehrheiten zu entledigen, gescheitert; zum Schutz ihrer Minderheiteninteressen mussten nun andere Maßnahmen getroffen werden. Noch im selben Jahr bat South Carolina Calhoun darum, schriftlich zu erklären, ob und wie ein Staat ein Bundesgesetz nullifizieren könne. Calhoun, verfasste darauf den South Carolina Exposition and Protest, wobei seine Autorenschaft vorerst noch geheim gehalten wurde.
Calhouns Ziel war es hierbei, die Position der Nullifizierer deutlich, aber unaufgeregt darzulegen, unüberlegten raschen Maßnahmen vorzubeugen und gleichzeitig eine politische Basis für die Zurücknahme des Zollgesetzes zu bilden. Calhoun argumentierte, dass Zölle, die nicht zur Generierung von Einnahmen, sondern zum Schutz bestimmter Industrien bestimmt waren, verfassungswidrig seien:

“It is true that the third section of the first article of the Constitution authorizes Congress to lay and collect an impost duty, but it is granted as a tax power for the sole purpose of revenue, a power in its nature essentially different from that of imposing protective or prohibitory duties[…]The Constitution grants to Congress the power of imposing a duty on imports for revenue, which power is abused by being converted into an instrument of rearing up the industry of one section of the country on the ruins of another. The violation, then, consists in using a power granted for one object to advance another.”

„Es ist wahr, dass der dritte Absatz des ersten Artikels der Verfassung den Kongress dazu ermächtigt, einen Importzoll zu erheben und einzutreiben, aber dies ist als eine Steuervollmacht gestaltet, deren einziger Zweck Einnahmen sind, eine Vollmacht, die in ihrer Natur vollständig verschieden ist von jener, protektionistische oder hemmende Zölle zu erheben.[…] Die Verfassung gibt dem Kongress die Macht, einen Importzoll zu erheben um Einnahmen zu generieren, eine Macht, die missbraucht wird, wenn der Zoll als Mittel verwendet wird, die Industrie eines Landesteils auf Kosten eines anderen zu fördern. Der Verfassungsbruch besteht darin, die für ein Ziel eingeräumte Macht dazu zu benutzen, ein anderes Ziel zu erreichen.“

Calhoun führte weiter aus, warum das gegenwärtige Zollsystem die Industriellen des Nordens bevorzuge und den Süden doppelt belaste: „Der Importzoll, der vor allem durch unsere Arbeit bezahlt wird, gibt ihnen die Möglichkeit, zu höheren Preisen an uns zu verkaufen.“ Das American System sah Calhoun deswegen als ein System an, das die Mehrheit des Landes einer Minderheit aufzwinge; in solchen Situationen sei politische Repräsentation nicht genug, um die Minderheit zu schützen. Mit ihrer Trennung in Befugnisse des Bundes und der Staaten haben die Verfassung aber einen Schutz gegen eben solche Situationen vorgesehen: „Die Befugnisse der Zentralregierung sind besonders aufgelistet und im Einzelnen delegiert; und alle Befugnisse, die nicht explizit delegiert wurden […] gebühren ausdrücklich den Staaten oder ihren Völkern.“ Ergebnis seien zwei getrennte Machtbereiche – Zentralgewalt und Einzelstaaten mit eigenen Regierungen und Befugnissen. Souveränität jedoch komme nur den Einzelstaaten und ihren Völkern zu, sie hatten die Verfassung geschaffen und können sie mit Dreiviertelmehrheit auch wieder ändern. Gegenüber Befugnisanmaßungen der Zentralgewalt, so Calhoun, haben die Einzelstaaten deswegen ein Vetorecht, und dieses Vetorecht diene zugleich dem Schutz der Minderheit vor der Mehrheit: „Kann die Zentralmacht, andererseits, in die den Staaten vorbehaltenen Rechte eindringen? Jedem Staat ist in seiner souveränen Fähigkeit die Möglichkeit gegeben, ein solches Eindringen durch sein Veto oder seine Interposition aufzuhalten.“
Mit dem Exposition and Protest gelang es Calhoun, eine kohärente Position zur Abschaffung eines aufgrund der Kompetenzverteilung umstrittenen Gesetzes zu entwickeln. Nicht der Oberste Gerichtshof, der ja durch Präsident und Senat ernannt und bestätigt wurde, sondern die Völker der einzelnen Staaten sollten das letzte Wort über die Verfassungsmäßigkeit eines Gesetzes haben, denn sie waren in dieser Auslegung die verfassungsgebende Gewalt. Die Nullifikation eines Gesetzes durch einen Bundesstaat würde in der Sichtweise von Calhoun und seinen Anhängern dazu führen, dass ein Verfassungskonvent einberufen würde, ähnlich jenem von 1787.

### Die politische Debatte bis 1832

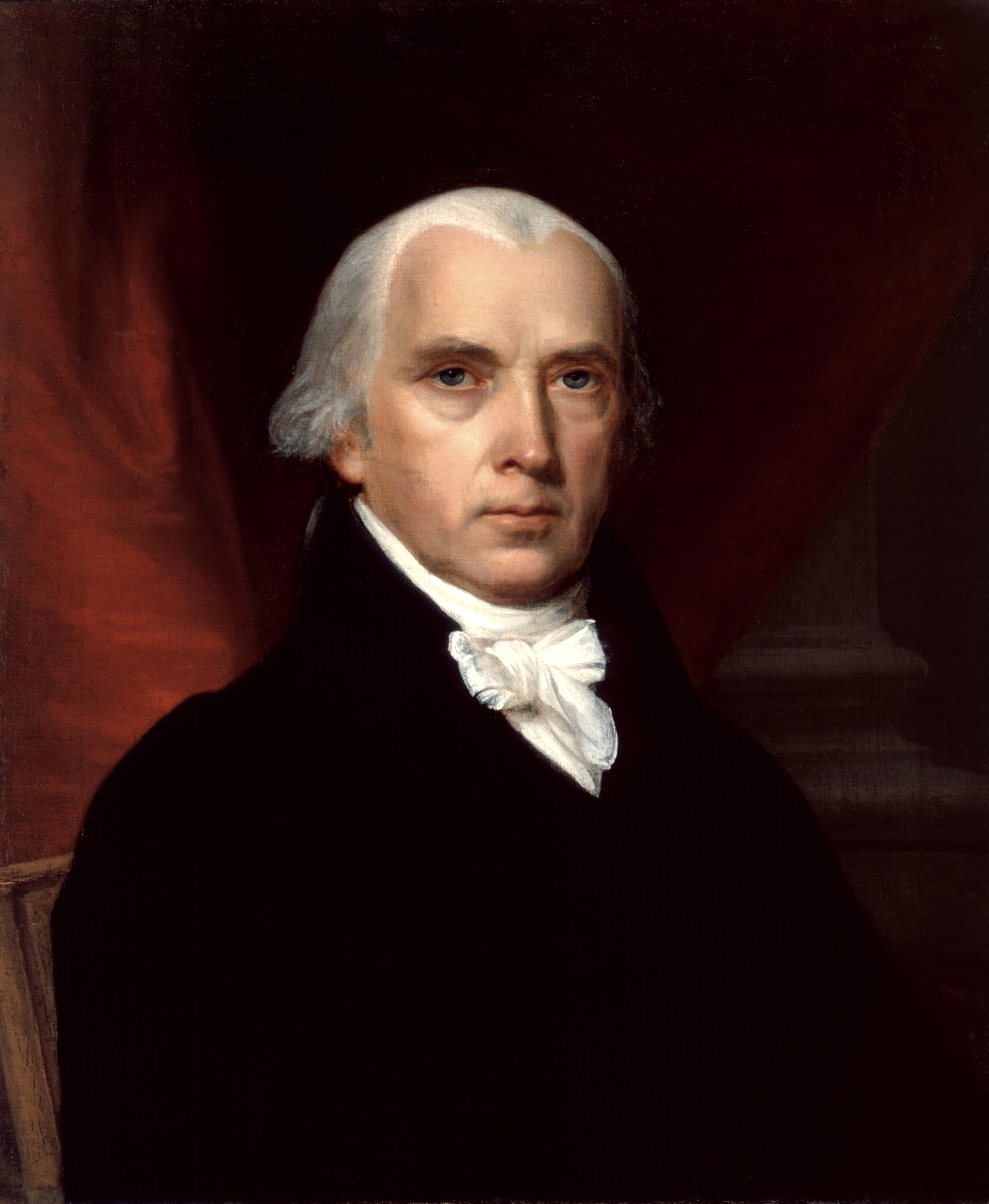
James Madison (hier auf einem Gemälde von 1816) lehnte die Nullifikationsdoktrin ab.

Der South Carolina Exposition and Protest entfachte darüber hinaus eine erneute verfassungsrechtliche Debatte um den Ursprung der Union und die Rolle der Staaten. Am einen Ende des Spektrums standen Calhoun und die in der Zollfrage radikaleren Politiker South Carolinas, die Nullifizierer und ähnlich denkende Politiker im Süden, oder, in der Terminologie des Historikers David Ericson die „Föderal-Republikaner“. Für sie war die Union ein Bund souveräner Staaten, die Bewohner waren Bürger ihres jeweiligen Staates. Die Amerikanische Republik war ein Bündnis kleinerer Republiken und diese einzelnen Republiken, die Einzelstaaten, mussten geschützt werden. Die Geschichte der Vereinigten Staaten war in dieser Lesart eine unselige Bewegung weg von den auf die Einzelstaaten ausgerichteten Prinzipien der Gründerväter hin zu Zentralismus. Selbstverständlich gab es auch innerhalb dieses Spektrums Unterschiede, und Teile dieser Gruppe kritisierten South Carolinas Handlungen in der späteren Krise. Eine gewisse Einigkeit herrschte jedoch über die Vorrechte der Einzelstaaten und über den vor allem föderalen Charakter der Union. Am anderen Ende des Spektrums standen die „Nationalisten“; sie lehnten die Idee der Vereinigten Staaten als Bund souveräner Staaten ab: Nicht die Staaten, sondern das Volk hatte sich die Verfassung gegeben, sodass die Gesamtnation Vorrang gegenüber den Einzelstaaten hatte. Für diese Gruppe, zu der neben John Quincy Adams auch Joseph Story und Daniel Webster gehörten, gebührte außerdem dem Obersten Gerichtshof und nicht den Einzelstaaten das letzte Wort in Verfassungsfragen.
Zwischen beiden Lagern standen die von David Ericson so bezeichneten „Zentristen“. Es handelte sich hierbei um traditionelle Anhänger der Rechte der Einzelstaaten, die jedoch die reine Souveränität der Einzelstaaten nicht anerkannten. Stattdessen vertraten sie die Idee einer „geteilten Souveränität“. Im Gegensatz zu Calhoun, der ja im Exposition and Protest explizit zwischen Befugnissen und Souveränität unterschieden hatten, sahen sie den Bund in seinen Aufgabenbereichen als ebenso souverän an wie die Einzelstaaten in ihren. Für viele Zentristen spielte außerdem eine breitendemokratische, Jeffersonsche Grundhaltung eine Rolle. Die Idee, dass ein Staat ein Bundesgesetz nullifizieren und dann nur durch einen Verfassungsgebungsprozess mit Dreiviertelmehrheit überstimmt werden könne, vertrug sich für sie nicht mit ihren Vorstellungen von Demokratie. Zu dieser Gruppe gehört unter anderem der ehemalige Präsident James Madison. Die Nullifizierer behaupteten, ihre Position beruhe auf den Virginia- und Kentucky-Beschlüssen von 1798 doch, so schrieb Madison an Edward Everett:

“Can more be necessary to demonstrate the inadmissibility of such a doctrine than that it puts it in the power of […] 1/4 of the U. S. — that is, of 7 States out of 24 — to give the law and even the Constn. to 17 States […] That the 7 might, in particular instances be right and the 17 wrong, is more than possible. But to establish a positive & permanent rule giving such a power to such a minority over such a majority, would overturn the first principle of free Govt”

„Ist mehr nötig um die Unzulässigkeit einer solchen Position zu zeigen als dass sie es in die Macht […] eines Viertels der Vereinigten Staaten, das heisst 7 von 24 Staaten, legt, 17 Staaten Gesetze und sogar die Verfassung zu geben? […] Dass die 7 in bestimmten Fällen im Recht und die 17 im Unrecht liegen könnten, ist mehr als möglich. Aber eine positive, permanente Regel aufzustellen, die einer solchen Minderheit eine solche Macht über eine solche Mehrheit gibt, würde das erste Prinzip freier Regierung auf den Kopf stellen.“

Louisianas Senator Edward Livingston führte 1830 in einer Debatte außerdem aus, welche Möglichkeiten ein Einzelstaat in den Augen der Zentristen hatte, um gegen ein umstrittenes Gesetz vorzugehen: Er konnte vor den Obersten Gerichtshof ziehen, im Kongress protestieren, sich an die anderen Staaten wenden und zum politischen Widerstand aufrufen, wie es Kentucky und Virginia 1798 getan hatten, die Wähler konnten auf ihre Abgeordneten einwirken, und der Staat konnte einen Verfassungszusatz vorschlagen. Die Nullifikation eines Gesetzes durch einen einzelnen Staat oder gar die einseitige Sezession war jedoch für Livingston nicht zulässig, außer in Extremfällen.
Auch Präsident Jackson musste sich mit Nullifikation und der Schutzzollfrage befassen. Als Senator in den 1820er Jahren hatte er sich Zöllen gegenüber grundsätzlich offen gezeigt, und auch jetzt sah er Zölle als hilfreich an, um Industrien zu schützen, die im Falle eines Krieges notwendig seien. Auch war für ihn klar, dass die Verfassung dem Bund definitiv das Recht gebe, Zölle mit protektionistischem Charakter zu verlangen. Zu hohe Schutzzölle lehnte er jedoch ab, und im Laufe seiner Präsidentschaft sah er Zölle (von verteidigungspolitischen Überlegungen abgesehen) vor allem als Einnahmequelle zur Reduzierung der Staatsschulden. Da diese jedoch ungefähr Mitte der 1830er Jahre zurückbezahlt sein würden, war Jackson dafür, die Zölle danach zu senken. Die politische Debatte um Zölle war aus seiner Sicht bisweilen irrational. In seiner jährlichen Ansprache vor dem Kongress vom 6. Dezember 1830 sagte er: „Die Auswirkungen des derzeitigen Zollgesetzes werden zweifellos übertrieben, sowohl in seinem Übel als auch in seinen Vorzügen.“ 1829 schlug er dem Kongress vor, Produkte vom Zoll zu befreien, die nicht in Konkurrenz mit amerikanischen Produkten standen; der Kongress kam diesem Vorschlag 1830 nach, indem er die Zölle auf Kakao, Tee, Kaffee und Melasse reduzierte.
Jacksons Position zur Nullifikation war eindeutiger als jene zur Zollfrage. Sein fester Glauben an das demokratische Mehrheitsprinzip machte es ihm unmöglich, die Nullifikation eines von der Kongressmehrheit beschlossenen Gesetzes zu akzeptieren. Im Februar 1831 schrieb er an den Nullifizierer Robert Young Hayne aus South Carolina:

“For the rights of the state, no one has a higher regard and respect than myself, none would go farther to maintain them: It is only by maintaining them faithfully that the Union can be preserved. But how I ask is this to be effected? Certainly not by conceding to one state authority to declare an act of Congress void[…] far from it, there is a better remedy […]. If Congress, and the Executive, feeling power, and forgetting right, shall overleap the powers the Constituion bestow, […] the remedy is with the people […] thro the more peaceful and reasonable course of submitting the whole matter to them at their elections […] Such abuses as these cannot be of long duration in our enlightened Country where the people rule.”

„Für die Rechte des Einzelstaates hat niemand eine höhere Achtung und einen höheren Respekt als ich, niemand würde für ihre Erhaltung weitergehen. Nur indem wir sie treu erhalten, kann die Union erhalten werden. Aber wie, frage ich, kann dies bewerkstelligt werden? Sicherlich nicht, indem einem Staat die Macht gegeben wird, ein Gesetz des Kongresses für ungültig zu erklären […] weit gefehlt, es gibt eine bessere Lösung […]. Wenn der Kongress und die Exekutive im Machtgefühl und das Richtige vergessend ihre Macht über das ausdehnen, was ihnen die Verfassung gewährt […] liegt die Abhilfe beim Volk […] und in dem friedvolleren und vernünftigeren Kurs, die ganze Angelegenheit ihm bei seinen Wahlen vorzulegen. […] Solche Missbräuche können in unserem aufgeklärten Land, in dem das Volk regiert, nicht von langer Dauer sein.“

Die durch den Exposition and Protest und die Schutzzollfrage aufgeworfenen und verdeutlichten Fragen spielten auch bei anderen Themen eine wichtige Rolle; Im Senat kam es 1830 zu einer Debatte um eine Beschränkung des Verkaufs von dem Bund gehörenden Land. Daniel Webster vertrat dabei die nationalistische Position, South Carolinas Senator Robert Young Hayne jene der Nullifizierer. Der oben erwähnte Edward Livingston legte in dieser Debatte die Sicht der Zentristen dar. 1830 konnten die „Radikalen“, die für die Nullifikation eintraten, in South Carolina eine leichte Mehrheit im Parlament erringen und mit James Hamilton junior den Gouverneur stellen.

## Das Zollgesetz von 1832
Aufgrund einer guten wirtschaftlichen Entwicklung und Zurückhaltung des Kongresses bei der Ausgabenpolitik war absehbar, dass die Staatsschulden ab 1833 vollständig zurückgezahlt sein würden. Unter dem Zollgesetz von 1828 hätte dies bedeutet, dass der Bund danach große Überschüsse eingenommen hätte. Um dies zu verhindern wurde ein neues Zollgesetz notwendig. Für Jackson und seinen Finanzminister Louis McLane war dies eine Gelegenheit, die Zölle signifikant zu senken und dennoch die Protektion für sicherheitspolitisch relevante Industrien aufrechtzuerhalten. Der Protektionist Henry Clay dagegen schlug vor, die Zölle für einen Großteil der Waren drastisch zu senken, sie für schutzbedürftige Industrien aber auf dem gegenwärtigen hohen Niveau zu lassen, was im Endeffekt den Schutz für die hoch bezollten Industrien noch erhöht hätte. Ein solches Vorgehen hätte im Süden aber für Empörung gesorgt. Während Einnahmezölle selbst nach engen Auslegungen der Verfassung rechtmäßig waren, lehnte die Mehrheit der Südstaatler Schutzzölle ab; wie aber sollte man einem Zoll ansehen, ob er der Generierung von Einnahmen oder dem Schutz dient? Seit Frühjahr 1832 hatten die Nullifzierer hierauf eine neue Antwort gefunden: Ein Einnahmezoll sollte so einfach und gerecht wie möglich sein und deswegen gleiche Zölle für alle Güter vorsehen. Je ungleicher ein Zollgesetz, je mehr es einige Güter bevorzugte und andere benachteiligte, desto ausgeprägter wäre in dieser Lesart sein Schutzcharakter. Der von Clay vorgeschlagene Gesetzesentwurf hätte deswegen in den Augen vieler Politiker zu noch mehr Widerstand geführt. Stattdessen entwarf John Quincy Adams in enger Zusammenarbeit mit Louis McLane einen alternativen Gesetzentwurf. Er sah vor, die Zölle auf einen Großteil der Produkte zu senken, schaffte das „Mindestwertprinzip“ ab, hielt die Zölle auf Baumwolle, Stoffe und Eisen aber bei fast 50 %. Der durchschnittliche Zoll auf zu verzollende Produkte kehrte mit diesem Entwurf auf 33 % und damit auf das Niveau von 1824 zurück.

Das Wahlergebnis der Präsidentschaftswahl 1832

Der Historiker Daniel Ratcliffe sieht in diesem Gesetzentwurf den „wahren Kompromisszoll“, und tatsächlich wurde er mit breiter Mehrheit angenommen: Er erhielt rund zwei Drittel der Stimmen in Senat und Repräsentantenhaus, wobei sowohl in den freien als auch in Sklavenstaaten die Abgeordneten mehrheitlich für ihn stimmten. Von den Sklavenstaaten stimmten im Repräsentantenhaus nur die Abgeordneten Georgias, South Carolinas und Louisianas (diese jedoch aus anderen Gründen) mehrheitlich gegen das Gesetz. Die Opposition gegen das Gesetz blieb insgesamt auf die Extreme beschränkt, auf radikale Zollgegner und auf eiserne Protektionisten.
Nach diesem Kompromiss schien der Konflikt vorerst abgewendet. Ein Abgeordneter aus Pennsylvania schrieb, Nullifikation sei nun „tot und begraben“, die Unionisten in South Carolina schienen gestärkt, und auch Jackson war zufrieden über das Gesetz, das eine Niederlage sowohl für die extremen Protektionisten als auch für die Nullifizierer darstellte. Im Juni 1832 legte Jackson Veto gegen die Charta für die Second Bank of the United States ein und zeigte damit, dass er immer noch in der republikanischen Tradition der engen Verfassungsauslegung stand, und bei den Präsidentschaftswahlen 1832 erhielt er im Süden eine überwältigende Mehrheit.

## Die Nullifikation
Im Laufe des Jahres 1832 zeigte sich jedoch, dass Jackson sowohl die Stimmung für Nullifikation in South Carolina unter- als auch die Auswirkungen der Zollreform überschätzt hatte.
Die Unterstützung für Nullifikation war in South Carolina seit 1829 angewachsen, und 1831 begannen die radikalen Nullifzierer, angeführt von George McDuffie und Gouverneur James Hamilton, ihre politische Kampagne für die Ungültigerklärung des Zollgesetzes. Erstes Ziel war hierbei die Gewinnung einer Zweidrittelmehrheit bei den Wahlen in South Carolina 1832, denn diese war nötig, um einen Konvent einzuberufen, der dann allenfalls eine Nullifikation beschließen konnte. McDuffie hielt am 19. Mai 1831 eine Rede, in der er die Verfassungswidrigkeit des Zollgesetzes von 1828 herausstrich und wenn nötig sogar Gewalt und Revolution forderte, um die Souveränität South Carolinas zu verteidigen.
Auch das Zollgesetz von 1832 änderte an der Haltung der Nullifzierer nichts. Mit seinen 50%igen Zöllen auf Eisen, Stoffe und Baumwolle hatte es immer noch einen hohen Schutzzollcharakter, sodass die Politiker South Carolinas unzufrieden waren, eine Unzufriedenheit, zu der wohl auch die seit 1830 spürbar stärkere Rolle der Abolitionisten im Norden beitrug. Eine weitere Rolle spielten die breiteren Fragen der Nullifikationsdoktrin, und die Implikationen, die sie für die Verfassungsauslegung und die Rechte der Einzelstaaten hatte. Mit einer Nullifikation eines aus South Carolinas Sicht verfassungswidrigen Zollgesetzes konnte nicht nur der Zoll als solcher attackiert, sondern eine Antwort auf das Problem verfassungswidriger Kongressbeschlüsse gefunden werden. Eine Debatte um die Zollnullifikation wäre somit, in den Worten von James Hamilton, eine Vorpostenschlacht, und durch einen Sieg wäre die eigentliche Zitadelle gesichert.
Jacksons moderate und hinauszögernde Haltung dem Zoll gegenüber brachte deswegen seinen Vizepräsidenten Calhoun in Bedrängnis. Die Anhänger der Nullifikation waren auch in zwei Lager geteilt: Für die Radikalen war die Nullifikation nur ein Schritt auf dem Weg zur letztendlichen Sezession, zur vollständigen Loslösung von den Vereinigten Staaten. Ein moderater Flügel dagegen sah die Nullifikation als Mittel an, um ebendiese Sezession zu verhindern: Auch ein nullifizierender Staat blieb weiterhin Mitglied der Vereinigten Staaten. Calhoun als Vertreter des moderaten Flügels der Nullifzierer hatte die radikaleren Anhänger der Doktrin um George McDuffie und Gouverneur Hamilton bis dato damit beruhigen können, dass Jackson sich für eine Zollsenkung einsetzen werden und dass eine sofortige Nullifikation deswegen nicht notwendig sei. Die nur zögerliche Zollsenkung setzte ihn deswegen unter erheblichen Druck. Zwischen Calhoun und Jackson hatte es zwischen 1828 und 1832 außerdem weitere Differenzen gegeben, so zum Beispiel in Bezug auf Jacksons Politik gegen die Second Bank of the United States, die Calhoun nicht teilte. Darüber hinaus hoffte Calhoun, Jackson im Weißen Haus beerben zu können, Jackson bevorzugte jedoch Martin Van Buren. Ergebnis war eine zunehmende Entfremdung von Präsident und Vizepräsident.
Der zunehmende politische Druck auf Calhoun sorgte schließlich dafür, dass er seine moderate Haltung aufgab. Ende Juli 1832 veröffentlichte er den Fort Hill Letter, indem er die Nullifikation begrüßte.

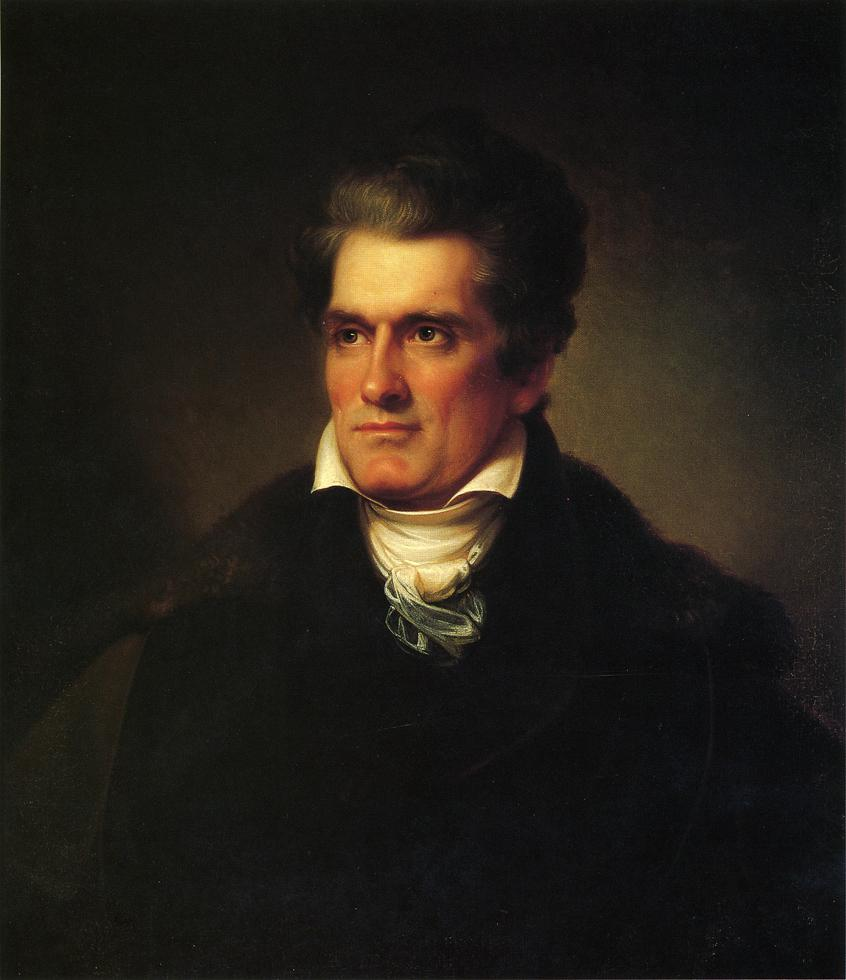
John C. Calhoun (hier auf einem Gemälde von Rembrandt Peale aus dem Jahr 1834) trat im Zuge der Nullifikationskrise als Vizepräsident zurück und wurde Senator South Carolinas.

Die Wahlen im Herbst 1832 brachten auf nationaler Ebene einen Sieg Jacksons, zeigten aber zugleich endgültig, dass die Nullifikation alles andere als tot war; als einer von wenigen Südstaaten stimmte South Carolina nicht für Jackson. Für Jacksons aussichtsreichsten Gegenkandidaten, den Protektionisten Henry Clay, konnte der Staat auch nicht stimmen, sodass die Wahlmännerstimmen South Carolinas stattdessen an Virginias Gouverneur John Floyd gingen. Darüber hinaus gewannen die Nullifizierer im Oktober in South Carolina die notwendige Zweidrittelmehrheit, die sie benötigten, um einen Staatskonvent einzuberufen. Dies geschah dann auch innerhalb zweier Wochen nach Eröffnung der Parlamentssession. Im Konvent, der am 19. November 1832 erstmals tagte, führten die Nullifizierer erwartungsgemäß das Wort; Gouverneur Hamilton präsidierte und berief eine Kommission von 21 Mitgliedern ein, die eine Nullifikationserklärung erarbeiten sollten, und zu der unter anderem Robert Hayne, George McDuffie, Robert Rhett und Robert J. Turnbull gehörten. Bereits am 22. November stellte die Kommission dem Konvent mehrere Dokumente vor, darunter eine Nullifikationserklärung (Ordinance of Nullification), eine Ansprache an das Volk South Carolinas und eine solche an das Volk der Vereinigten Staaten. Insgesamt wurden darin die Ungerechtigkeiten des Zollsystems nochmals dargestellt. Die Rückkehr zu einem bloßen Einnahmezoll von 12 % auf alle Waren sei akzeptabel. Den Vereinigten Staaten wurde eine Frist bis zum 1. Februar 1833 gegeben, sollte sich bis dahin in der Zollfrage nichts getan haben, würden die Zollgesetze von 1828 und 1832 für ungültig erklärt, und das Parlament South Carolinas werde alles tun, um die Durchsetzung der Gesetze auf seinem Staatsgebiet zu verhindern. Sollte der Bund auf diese Nullifikation mit Gewalt reagieren, drohte die Erklärung mit der Sezession, dem Austritt aus den Vereinigten Staaten. Die Ansprache an das Volk der Vereinigten Staaten formulierte es noch drastischer: „Es wäre uns unendlich lieber, dass das Staatsgebiet ein Friedhof der Freien anstatt eines Lebensraumes der Sklaven sein sollte.“ Die von der Kommission vorbereiteten Dokumente wurden mit 136:26 Stimmen angenommen. Drei Tage später beschloss das Parlament, eine Freiwilligenarmee von 12.000 Mann aufzustellen. Robert Hayne wurde neuer Gouverneur seinen Posten im Senat sollte Calhoun einnehmen, der dafür das Amt des Vizepräsidenten zurückgab.

## Die öffentliche Debatte um die Nullifikation

### Jacksons Reaktion: Proklamation und Force Bill
Die Nullifikationserklärung versetzte Jackson in Wut. Zu einem Kongressabgeordneten sagte er angeblich, South Carolina könne so viel reden und so viele Beschlüsse fassen, wie es wolle, aber wenn ein Tropfen Blut beim Widerstand gegen ein Bundesgesetz vergossen werde, werde er den ersten Nullifizierer, den er in seine Hände bekomme, an den ersten Baum hängen, den er finden könne. Und Martin van Buren, der Calhoun als Vizepräsident gefolgt war, sagte später, Jackson habe zeitweise ein fast leidenschaftliches Verlangen gehabt, selbst in South Carolina einzumarschieren und Calhoun, Hayne, Hamilton und McDuffie festzunehmen. Jackson sah die Nullifizierer als Verschwörung gegen die Amerikanische Republik an, Nullifikation war für ihn das gleiche wie Sezession oder Hochverrat. Sein Widerwillen konzentrierte sich dabei vor allem auf Calhoun, den er als ehrgeizigen Demagogen ansah, der Hayne, Hamilton und andere auf den falschen Weg geführt hatte.

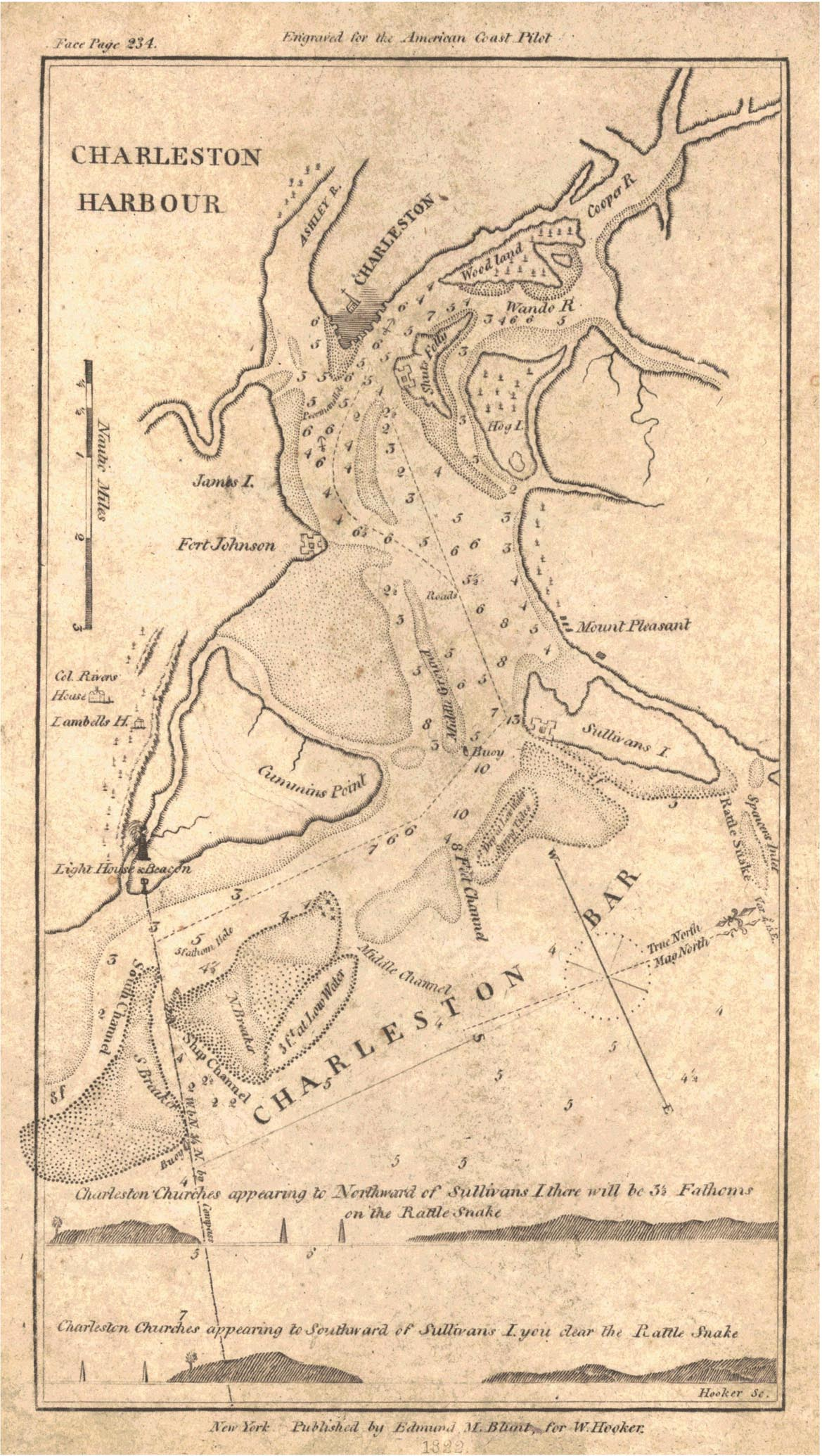
Eine Karte des Hafens von Charleston aus dem Jahr 1822. Fort Moultrie ist nicht namentlich bezeichnet, aber im Westen von Sullivan’s Island zu sehen.

Jacksons politische Reaktion wird als eine Mischung von „Zuckerbrot und Peitsche“ dargestellt, wobei das „Zuckerbrot“ jedoch nicht für die Nullifizierer gedacht war, sondern für die anderen Südstaaten. Die Nullifikation South Carolinas basierte auf der Behauptung, dass die Minderheit geschützt werden müsse, da die Kongressmehrheit die Zölle nicht senken würde. Um dies als falsch zu zeigen, bat Jackson den Kongress 1832, die Zölle weiter zu senken. Jackson gab dabei seine Zurückhaltung auf und schlug eine deutliche Zollsenkung und die Aufgabe der Protektion vor. Mit dieser Politik wollte er South Carolina politisch isolieren, musste aber einen Balanceakt vollbringen, da viele seiner Anhänger im Norden nach wie vor für Schutzzölle waren. Jackson unterstützte außerdem Georgia und Alabama in ihrer Indianerpolitik gegen die Cherokee und Creek, sodass diese sich in der Folge ebenfalls nicht auf die Seite der Nullifzierer schlugen. Für die Nullifizierer war die „Peitsche“ in Jacksons Politik gedacht, ihnen gegenüber setzte er vor allem auf Macht. Sein Ziel war, die Nullifzierer militärisch zu beeindrucken und zu schrecken. Er schickte Verstärkungen zu den Zollbehörden nach South Carolina, alarmierte die Marine und sandte den loyalen Unionisten in South Carolina Waffen. Den Zollbeamten in South Carolinas Hafen Charleston befahl er außerdem, das im Hafeneingang gelegene Fort Moultrie zu besetzen und von dort aus mithilfe von Zollkuttern die Zölle einzutreiben. Die Waren von Händlern, die sich weigerten, den Zoll zu bezahlen, sollten konfisziert und in Fort Moultrie aufbewahrt werden. Da South Carolina über keine eigenen Kriegsschiffe verfügte, konnte es dieser Art der Zolleintreibung nicht entgegentreten. Auf diese Weise wurde auch eine Ladung Zucker beschlagnahmt, die South Carolinas früherem Gouverneur Hamilton gehörte und nach Charleston eingeführt werden sollte.
Am 10. Dezember 1832 wandte sich der Präsident außerdem mit einer Proklamation an das Volk von South Carolina. Er legte seine Sichtweise auf die Nullifikation dar und bezeichnete sie als „mit der Existenz der Union unvereinbar, explizit durch den Wortlaut der Verfassung widersprochen, nicht durch ihren Geist ermächtigt, inkonsistent zu jedem Prinzip, auf dem sie gegründet wurde und zerstörerisch für das große Ziel, für das sie gemacht wurde.“ Die compact theory, nach der die Union nur ein Bündnis souveräner Staaten sei, lehnte er ab und widersprach aus diesem Grund auch dem von South Carolina beanspruchten Sezessionsrecht: „Zu sagen, dass ein Staat wie er will aus der Union austreten kann, ist das gleiche wie zu sagen, dass die Vereinigten Staaten keine Nation sind.“ Die Sezession sei kein verfassungsmäßiges Recht, sondern lediglich eine revolutionäre Abhilfe bei extremer Unterdrückung. Nach diesen moralisch-rechtlichen Überlegungen warnte Jacksons Proklamation dann die „irregeführten“ Bürger South Carolinas vor den Folgen ihres Handelns. Der Staat stehe am Abgrund von Aufstand und Verrat, und Sezession sei, entgegen der Beteuerung ihrer Vertreter, keine friedvolle Handlung. Er als Präsident werde zu seiner Aufgabe stehen, die Gesetze der Union durchsetzen und die Union erhalten. Sollte es zum Krieg kommen, so würde dieser jedoch nicht durch einen offensiven Akt der Vereinigten Staaten ausgelöst.
Am 16. Januar bat Jackson den Kongress außerdem um die Verabschiedung eines Gesetzesentwurfs, der als Force Bill bekannt wurde. Neben zusätzlichen Befugnissen und Freiheiten bei der Zolleintreibung ermächtigte Absatz 5 des Entwurfs den Präsidenten, im Falle des Widerstands gegen ein Bundesgesetz wenn nötig militärische Maßnahmen zu ergreifen.

### Politische Debatte im Winter 1832/33
Jacksons Proklamation war bemerkenswert. Insbesondere seine verfassungsrechtlichen Ausführungen, in denen er der Union den Vorrang vor den Staaten gab, waren, in den Worten des Jefferson-Biografen Merrill D. Peterson, „näher an der Webster-Schule als an irgendetwas Jeffersonschem“ und überraschten damit Nullifzierer und gemäßigtere Anhänger der Rechte der Einzelstaaten gleichermaßen. In der Demokratischen Partei schuf die Proklamation viel Verwirrung und Unruhe, schien sie doch wie eine Abkehr von den alten Jeffersonschen Prinzipien, die Jackson bis dato vertreten hatte. Unter südlichen Demokraten fanden auch die starken Worte gegen Sezession Kritiker. Zwar sahen die Südstaatler mit Ausnahme South Carolinas die Nullifikation als verfassungswidrig an, die Möglichkeit der Sezession war für sie aber klar gegeben. Die Legislative Virginias zum Beispiel stimmte Jacksons Anti-Nullifikationshaltung zu und entsandte einen Emissär nach South Carolina, der den Staat von seinem Kurs abbringen sollte. Gleichzeitig verabschiedete sie aber eine Resolution, nach der jeder Staat das Recht habe, auf legale und friedliche Weise aus der Union auszutreten. Virginias demokratischer Senator John Tyler dachte auch über einen Austritt aus der Partei aus. Dass die Proklamation viel Beifall unter zentralistischen Politikern wie Daniel Webster fand, trug zu den politischen Sorgen der Demokraten bei, und für viele Demokraten im Süden war außerdem die Machtkomponente in Jacksons Politik der Nullifikation gegenüber zu stark, in ihren Augen setzte der Präsident zu wenig auf Kompromisse. Insbesondere die mehr auf militärische Macht ausgelegten Abschnitte des Force Bill verstärkten dieses Unbehagen: Die Nullifzierer konnten einen Großteil der südstaatlichen Senatoren auf ihre Seite ziehen, als sie versuchten, die Debatte über das Gesetz zu vertagen. Dieser Versuch blieb schließlich erfolglos, der Senat stimmte mit 30:15 für eine sofortige Beratung. Da der Süden fast geschlossen für eine Vertagung gestimmt hatte, stellte er aber doch einen Sieg der Nullifizierer dar. Es zeigte sich, dass Jacksons harsche Reaktion seine eigenen Anhänger verstörte und die Nullifizierer stärkte. Anstatt die Legitimation der außer in South Carolina nirgends wirklich anerkannten Nullifikationsdoktrin zu verteidigen, konnten sie sich auf Jacksons Reaktion konzentrieren, die sie als Abkehr von den Rechten der Einzelstaaten mit geradezu despotischen Zügen dargestellten. Gleichzeitig machte sie dies vorsichtiger, denn um weitere Unterstützung zu gewinnen, mussten sie zeigen, dass ihre Doktrin wirklich friedvoll war. Gesetze zur Durchsetzung der Zollnullifikation wurden deswegen nur sehr vorsichtig formuliert. Auf Initiative von James Hamilton und William C. Preston beschloss eine Versammlung in Charleston außerdem, dass die eigentlich für den 1. Februar 1833 vorgesehene Ungültigkeitserklärung erst im frühen März nach dem Ende der Kongresssession in Kraft treten sollte.
Ende Januar 1833 bestand somit eine recht zerfahrene Situation. Die Parlamente mehrerer Staaten im Norden hatten Beschlüsse verabschiedet, die Jacksons Proklamation unterstützen, darunter Pennsylvania, Illinois, Indiana und Delaware. Der Süden hatte eine mehrdeutige Reaktion gezeigt: Die Südstaatler lehnten zwar South Carolinas Nullifikationserklärung mehrheitlich ab, hießen jedoch auch Jacksons Proklamation nicht gut und erhofften sich weitere Zollsenkungen. Das Parlament North Carolinas z. B. bezeichnete in einem Beschluss Nullifikation als von „revolutionärem Charakter“ und „der Verfassung der Vereinigten Staaten gegenüber subversiv“, erklärte aber auch, dass eine Mehrheit seiner Bürger Schutzzölle für verfassungswidrig hielt. Weiter gab das Parlament seiner Hoffnung auf eine friedvolle Einigung Ausdruck. Ähnliche Beschlüsse wurden von den Parlamenten Alabamas und Mississippis gefasst, und Tennessee bestätigte seine Unterstützung für die Rechte der Einzelstaaten, indem es zwar die Nullifikation ablehnte, aber nochmals auf die Virginia- und Kentucky-Resolutionen aus dem Jahr 1798 verwies. Keiner der vier Staaten brachte in seinen Beschlüssen seine Zustimmung zu Jacksons Proklamation zum Ausdruck, wie es Pennsylvania, Illinois, Indiana und Delaware getan hatten. South Carolina hatte damit zwar keine Unterstützung für die Nullifikation bekommen, der von vielen Demokraten als zu harsch empfundene Kurs Jacksons sorgte jedoch dafür, dass auch der Präsident sich seiner Position nicht zu sicher sein konnte. Insbesondere die Südstaaten verwahrten sich gegen ein zu harsches Eingreifen, und eine militärische Konfrontation zwischen Bund und South Carolina wäre einem Bürgerkrieg gleichgekommen.
Die konfuse politische Situation zeigte sich auch im Parlament. Die Verabschiedung des Force Bill machte nur wenig Fortschritte, und bei zwei weiteren, für die Nullifikation unbedeutenden Gesetzen stimmte das Parlament ebenfalls gegen Jacksons Wunsch. Auch Jacksons Vorstoß bei der Zollsenkung kam zum Stillstand: Zwar wurde unter enger Mitarbeit seines Finanzministers Louis McLane ein Zollgesetzentwurf erarbeitet. Der als Verplanck tariff (nach Gulian C. Verplanck) bekannte Entwurf sah vor, innerhalb von zwei Jahren auf das Zollniveau von 1816 zurückzukehren, das Protektionsprinzip aber nicht aufzugeben. Dies entsprach einer Halbierung der Zölle innerhalb von zwei Jahren. Der Entwurf traf jedoch auf eine breite Ablehnung von verschiedenen Fraktionen. Protektionistisch eingestellte Politiker hatten durch Jacksons Proklamation an Selbstbewusstsein gewonnen und wollten deswegen den Nullifizierern keine Konzessionen machen. Auch fürchteten sie, dass ein solches Einlenken aufgrund der Drohung mit gewaltsamem Widerstand den Bund in Zukunft erpressbar machen und weiteren Drohungen Tür und Tor öffnen würde. Demokraten aus dem Norden, deren Wähler grundsätzlich für hohe Zölle waren, stellten sich auch eher gegen den Verplanck-Entwurf und versuchten, die Zölle für einzelne Produkte zu erhöhen. Schlussendlich lehnten auch die Nullifizierer und ihre Verbündeten den Entwurf ab: Sie verlangten eine Abkehr vom Prinzip der Protektion und waren im Gegenzug bereit, eine weniger abrupte Senkung der Zölle als unter dem Verplanck-Entwurf zu akzeptieren. Mitte Januar 1833 war deswegen klar, dass der Verplanck-Entwurf im Kongress keine Chance haben würde.

## Der Kompromiss

### Clays Vorschlag
Im Februar 1833 war damit so etwas wie ein Stillstand eingekehrt. South Carolina war in der Nullifikationsfrage isoliert, Widerstand gegen die Doktrin bestand inner- wie außerhalb des Staates. Der 1. Februar verstrich, ohne dass Maßnahmen zur Zollnullifikation getätigt wurden. Gleichzeitig hatte auch Jackson Niederlagen erlitten, der Force Bill war quasi vertagt, der Verplanck-Entwurf gescheitert. Der New Yorker Demokrat Silas Wright schrieb, im Kongress sei „alles Verwirrung und Unsicherheit“, und Missouris Senator Benton wunderte sich über die merkwürdige politische Konstellation: Ein Präsident, der mit einem Verhältnis von 4:1 wiedergewählt worden war, aber die Partei sei in beiden Kammern des Kongresses in der Minderheit.

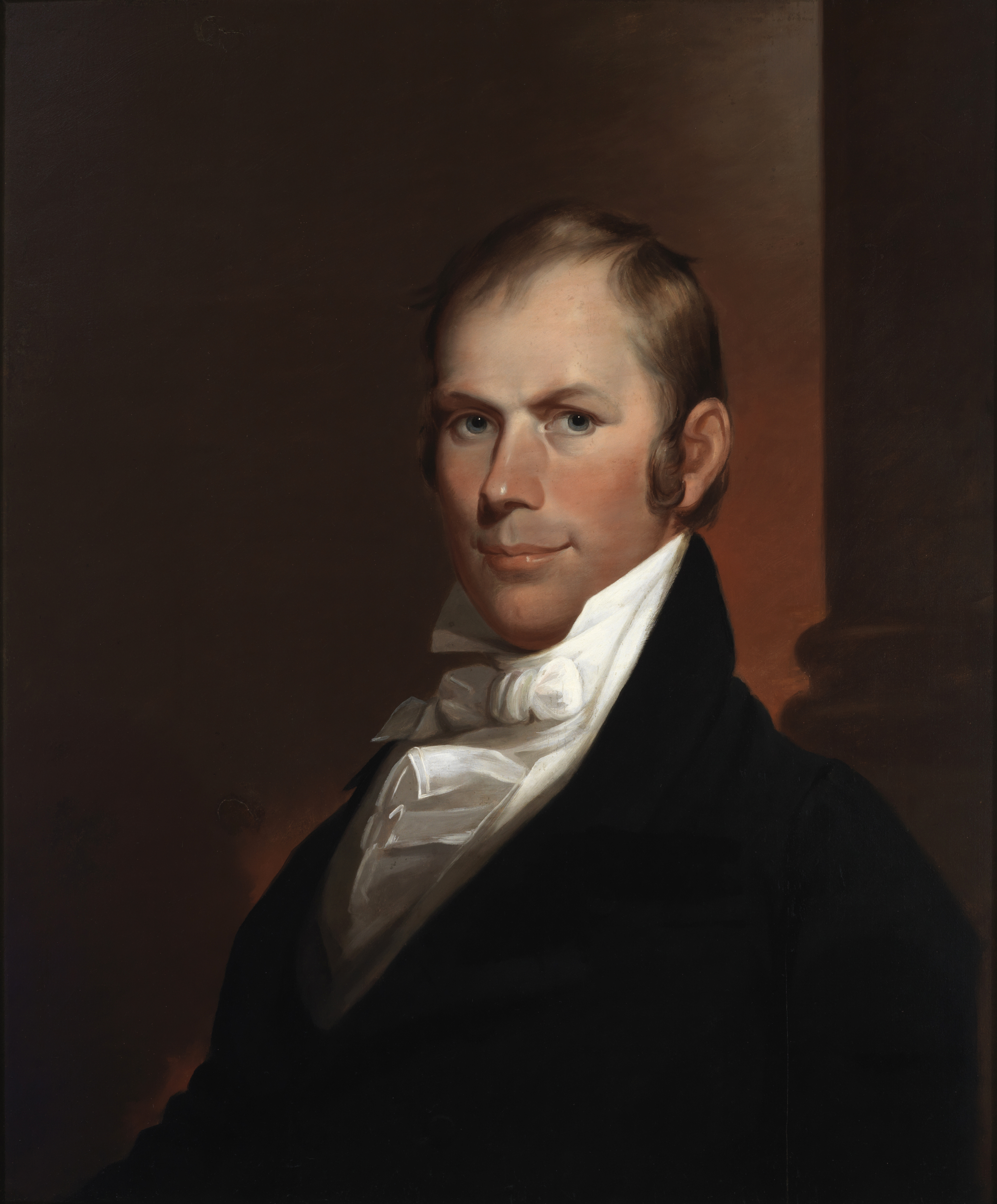
Henry Clay, schon maßgeblich am Missouri-Kompromiss von 1820 beteiligt, handelte gemeinsam mit Calhoun eine Lösung aus.

Gebraucht wurde ein Kompromiss, der allen Beteiligten erlaubte, das Gesicht zu wahren. Damit schlug die Stunde von Henry Clay. Nach seiner schweren Niederlage in der Präsidentschaftswahl hatte sich der Senator bisher kaum an der Nullifikationsdebatte beteiligt. Nun wurde der Protektionist und Architekt des American System von Industrievertretern gebeten, dafür zu sorgen, dass der Aufruhr des Südens endete und zugleich ein gewisser Schutzzoll weiter bestehe. Gleichzeitig versuchten auch mehr und mehr Südstaatler, South Carolina zu helfen, indem sie nach einer für die Nullifizierer ehrenhaften Lösung suchten. So kam es, dass ausgerechnet die beiden extremen Enden des politischen Spektrums, der zentralistische Protektionist Clay und die Nullifizierer um Calhoun, gemeinsam nach einer Kompromisslösung suchten. So überraschend dies zunächst scheinen mag, gab es zwischen Clay und Calhoun doch einige Anknüpfpunkte: Beide waren politische Rivalen Jacksons, und beide hatten in den 1810er Jahren erfolgreich zusammengearbeitet. Danach hatten sie sich zwar politisch entzweit, ihre gute persönliche Beziehung blieb jedoch bestehen. Calhoun war außerdem kompromissbereit, da er die Sezession South Carolinas, auf die einige Politiker in seinem Heimatstaat hinzuarbeiten schienen, verhindern wollte. Im Gegensatz zu den radikaleren Nullifizierern wie McDuffie sah er die Sezession nur als nach Möglichkeit zu vermeidende Ultima Ratio an.
Clay erkannte, dass es den Nullifizierern mehr um das Prinzip der Protektion, um ungleich hohe, diskriminierende Zölle, als um die absolute Höhe der Zölle ging, und dass sie keinesfalls einen Kompromiss wollten, aus dem Jackson irgendwelchen politischen Profit ziehen konnte. Aus diesem Grund stellte er am 12. Februar 1833 einen Gesetzentwurf vor, der auf dem Zollgesetz von 1832 beruhte und für 1842 das Ziel vorgab, dass kein Zoll höher als 20 % sein sollte. Alle Zölle, die unter dem Gesetz von 1832 höher als 20 % waren, sollten in den folgenden Jahren schrittweise gesenkt werden, anfangs in kleineren, später in größeren Intervallen. Außerdem wurden mehr Güter als zuvor vollständig vom Zoll befreit. Unter diesem Zoll bestand bis 1842 noch eine klare Protektion, und ganz würde das Protektionsprinzip 1842 noch nicht aufgehoben sein, denn innerhalb der 20 % sollten Diskriminierungen zwischen Produkten noch erlaubt sein; dennoch würde der Zoll 1842 stark wie der von den Protektionismusgegnern geforderte Einnahmezoll aussehen. Clays Kompromiss wurde dadurch für beide Seiten akzeptabel.

### Parlamentarische Umsetzung
Dennoch war die Umsetzung des Gesetzes nicht garantiert: Insbesondere der östliche Flügel von Clays eigener Partei um Daniel Webster und John Quincy Adams weigerte sich, South Carolina irgendwelche Konzessionen zu machen, und auch Jacksons Demokraten waren skeptisch gegenüber einem von Calhoun und Clay, den großen Rivalen des Präsidenten, ausgehandelten Kompromiss. Auch Jackson selbst war unzufrieden, zum einen weil der Kompromisszoll in seinen Augen nicht weit genug ging (unter dem Verplanck-Entwurf wären die Zölle deutlich schneller gesunken), zum anderen, weil der Force Bill noch immer nicht angenommen worden war. Für Jackson wie für die meisten anderen Politiker, die in Bezug auf die Rechte der Einzelstaaten „Zentristen“ oder „Föderal-Republikaner“ (in der oben ausgeführten Terminologie Ericsons) waren, war ein Kompromiss undenkbar, so lange er keinen Beschluss beinhaltete, der der Sichtweise South Carolinas, dass die Union ein bloßer Bund souveräner Staaten sei, widersprach. Dem Kompromiss ohne den Force Bill zuzustimmen würde bedeuten, die Verfassungsinterpretation South Carolinas, die compact theory, zu akzeptieren. Aus diesem Grund wurde am 20. Februar der Force Bill im Senat verabschiedet. 32 Senatoren stimmten für ihn, einzig John Tyler aus Virginia stimmte dagegen. Die Senatoren aus South Carolina, North Carolina, Mississippi und Alabama blieben der Abstimmung fern, ebenso jene aus Kentucky und Missouri sowie Samuel Smith aus Maryland.

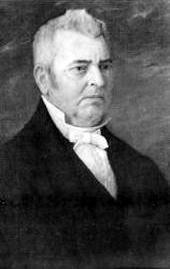
John Middleton Clayton aus Delaware rang Calhoun weitere Zugeständnisse in der Zollfrage ab.

Dadurch konnte schließlich die Zustimmung Jacksons und seiner Demokraten-Republikaner für den Kompromisszoll gesichert werden. Schwierigkeiten traten auf, als Delawares einflussreicher protektionistischer Senator John Middleton Clayton einen Zusatz zum Zollgesetz forderte, wonach die Güter gemäß ihrem im Hafen der Vereinigten Staaten festgestellten Wert verzollt werden sollten. Dadurch konnten die Händler die Zölle nicht durch gefälschte, untertriebene Wertschätzungen zu ihren Gunsten senken, außerdem wurden Versicherungskosten u. ä. auf den zu verzollenden Wert der Waren zugeschlagen. Dies stellte eine Erhöhung der real bezahlten Zölle von möglicherweise bis zu 10 Prozentpunkten dar. Calhoun lehnte dies zunächst ab, doch Clayton machte es zur unerlässlichen Bedingung für seine Zustimmung, sodass der Senator South Carolinas schließlich nachgab. Auf ausdrückliches Verlangen Claytons stimmte Calhoun im Senat auch für das Gesetz und enthielt sich nicht, wie er es beim Force Bill getan hatte. Dadurch war die Senatsmehrheit für das Zollgesetz gesichert, und Clay gelang es auch, im Repräsentantenhaus eine Mehrheit zu organisieren: Am 26. Februar wurde es dort mit 119:85 Stimmen angenommen. Ein letztes Problem ergab sich, als die Nullifizierer im Repräsentantenhaus drohten, die Entscheidung über den Force Bill zu vertagen. Dies wurde jedoch dadurch gelöst, dass der Senat entschied, das Zollgesetz erst nach erfolgter Zustimmung des Hauses zum Force Bill anzunehmen. Am 1. März wurde daraufhin der Force Bill im Repräsentantenhaus mit 111:40 verabschiedet, am gleichen Tag stimmte der Senat mit 29:16 für das Zollgesetz. Clay und Clayton gelang es am gleichen Tag auch, von Calhoun die Unterstützung für ein Gesetz zu erzwingen, nachdem Erlöse aus dem Verkauf von Bundesland in Zukunft auf die Staaten verteilt werden sollte. Dadurch wäre der Zoll die einzige Einnahmequelle des Bundes geworden. Dieses Gesetz wurde jedoch von Jackson mithilfe eines Pocket-Vetos vereitelt.
Nach der Annahme von Force Bill und Kompromisszoll tagte schließlich der Nullifikationskonvent in South Carolina erneut. Zwar waren einige Radikale wie Thomas Cooper und Robert Rhett enttäuscht von dem aus ihrer Sicht mageren Ergebnis. Calhoun, der nach dem Ende der Kongresssession von Washington nach South Carolina geeilt war, konnte die Mehrheit jedoch schließlich überzeugen. Der Konvent bezeichnete das verabschiedete Zollgesetz als ehrenhaft und nahm die Nullifikation der Zollgesetze von 1828 und 1832 zurück. Als letzten Akt des Widerstandes nullifizierte er jedoch den nun gegenstandslosen Force Bill.

## Bedeutung und Bewertung
Über den Ausgang der Krise gehen die Bewertungen der Historiker auseinander. Arthur M. Schlesinger sah die Krise in seiner 1945 erschienenen Biografie Jacksons als großen Erfolg des Präsidenten an: „Durch seine meisterhafte Staatskunst hatte Jackson die Oberhoheit der Union behauptet.“ Die Nullifikation habe sich als der Rebellion ähnlich erwiesen und spielte in der Folge im politischen Diskurs keine Rolle mehr. Zwar habe Jacksons Proklamation für Unbehagen unter seinen für die Rechte der Einzelstaaten eintretenden Anhängern gesorgt; dies sah Schlesinger allerdings auf einen kleinen Kreis beschränkt, der Großteil des Volkes sei in der grundsätzlichen Frage – jener der Einheit der Union – auf Jacksons Seite gewesen. Auch William W. Freehling sah die Nullifizierer als Verlierer der Krise an: Nach 1833 war das „Minderheitenveto“ vom Tisch, das Mehrheitsprinzip war siegreich geblieben. Ebenso vom Tisch war das Argument, dass protektionistische Zölle verfassungswidrig seien. Der ausgehandelte Kompromisszoll hatte dezidierte, hohe Schutzzölle, die nur in sehr kleinen Schritten und über neun Jahre hinweg von 50 auf 20 Prozent gesenkt wurden, und deren Verfassungsmäßigkeit niemand in Frage stellte. Auch in der Frage der Zollhöhe fiel der schlussendlich akzeptierte Kompromiss weit hinter den von den Demokraten vorgeschlagenen Verplanck-Zoll zurück; unter diesem wären die Zölle bereits innerhalb von 2 Jahren auf 20 Prozent gesunken. Außerdem wurde das Ende der Protektion durch den Kompromiss um neun Jahre hinausgeschoben. Niemand konnte allerdings einen in neun Jahre tagenden Kongress dazu verpflichten, sich an die 20%igen Zölle zu halten. Tatsächlich blieben sie nicht lange auf diesem Niveau: Nach der Wirtschaftskrise von 1837 hatte der Bund zu geringe Einnahmen, sodass nach dem Auslaufen des Kompromisszollgesetzes von 1842 wieder eine Erhöhung zur Debatte stand. In der Zwischenzeit hatte sich das Zweite Parteiensystem der Vereinigten Staaten herauskristallisiert, und die sich in der Mehrheit befindlichen Whigs aus Norden wie Süden stimmten für einen Zoll von 35 %, der dem von South Carolina nullifizierten Zollgesetz von 1832 sehr ähnelte. Aufschreie nach einer neuen Nullifikation blieben vereinzelt und folgenlos.
Andererseits hatten die Nullifizierer auch einige Erfolge verbucht: Sie erreichten eine Senkung der Zölle, und niemand verlangte von ihnen, dass sie auf die der Nullifikationsdoktrin zugrunde liegende Verfassungsauslegung verzichten mussten. Außerdem gelang ihnen in den folgenden Jahren, ihre Herrschaft in South Carolina weiter auszubauen, indem sie unionistische Politiker als dem Staat gegenüber illoyal darstellten. Insbesondere Calhoun konnte die Krise außerdem dazu nutzen, sich mehr politisches Gewicht in seinem Heimatstaat zu verschaffen. Die Unterstützung für ihn in South Carolina war in den 1830er Jahren deutlich größer als in den 1820ern. Darüber hinaus wird angeführt, dass die Verabschiedung des Force Bill und des Kompromisszollgesetzes am ehesten der Sichtweise der „Zentristen“ entspreche, die die Union weder als reines Bündnis noch als reine Nation ansahen, sondern Konzepte von doppelter Souveränität vertraten. Die schlussendlichen Bewertungen reichen deswegen von einer schweren Niederlage der Nullifizierer und einem Sieg Jacksons über einen Erfolg der moderat für die Einzelstaaten eintretenden Zentristen hin zu Erfolgen für die Nullifizierer.
Passend zu diesem mehrdeutigen Urteil sehen Historiker auch verschiedene Konsequenzen für die staatsrechtlichen „Denkschulen“ der Vereinigten Staaten. Die compact theory, nach der die Union ein Bund souveräner Staaten war und die den Einzelstaaten weite Rechte bis hin zur Sezession einräumte, war spätestens seit den 1820er Jahren voll durchdacht und ausformuliert und hatte Anhänger gefunden. Erst durch die Nullifikationskrise gelang es jedoch den zentralistischen Gegnern dieser Theorie, eine kohärente Gegenposition zu formulieren, die das Sezessionsrecht verneinte und argumentierte, dass die Staaten eine „ewige Verbindung“ (perpetual union) eingegangen waren. Als Beispiele für diese Argumentation werden die Senatsreden von Webster und Livingston 1830, eine Rede von John Quincy Adams 1831, die 1833 erschienenen Commentaries on the Constitution von Joseph Story und auch Jacksons Proklamation angesehen. Die compact theory fand deswegen im Zuge der Nullifikationskrise mit dem Konzept der perpetual union eine ausformulierte staatstheoretische Gegenposition. Andererseits erhielt durch die Nullifikationskrise auch der Sezessionsgedanke Auftrieb. Vor der Krise war sie vor allem ein manchmal benutztes rhetorisches Mittel gewesen, das unabhängig von politischen Überzeugungen und regionaler Herkunft benutzt wurde. Im Zuge der Nullifikationskrise wurde das Sezessionsrecht jedoch immer wieder mit den Rechten der Einzelstaaten verbunden und gewann dabei auch Anhänger, die der eigentlichen Nullifikation kritisch gegenüberstanden. Dass der schlussendliche Kompromiss keine Bestimmungen oder Beschlüsse zur Sezession beinhaltete, trug zu dieser Entwicklung bei. Die Sezession wurde in den folgenden 30 Jahren eine wichtige politische und ideologische Frage.
Mehrere Historiker führen an, dass Jackson die vor ihm liegende Krise falsch verstanden habe. Er sah den Streit vor allem als eine Verschwörung gegen den Amerikanischen Republikanismus mit einem machtgierigen Demagogen Calhoun an seiner Spitze. Dabei übersah er, dass die Krise Ausdruck realer Ängste des sklavenhaltenden Südens war, der sich vor einer nordstaatlichen Mehrheit fürchtete. Für den Historiker Richard B. Latner gelang es Jackson ironischerweise aber trotz dieser Falschinterpretation der Krise, einen erfolgreichen Ausweg zu finden. Richard Ellis dagegen sieht in der Krise eine Niederlage Jacksons. Zwar wurde der Force Bill schließlich angenommen, doch musste der Präsident am Ende nachgeben und einem Kompromiss zustimmen, auf den er kaum Einfluss hatte. South Carolina war zwar in Bezug auf die Nullifikation isoliert gewesen, der Süden und große Teile des restlichen Landes hatten aber ihren Widerwillen gegen eine militärische Lösung und ihre Furcht vor ihrem Bürgerkrieg deutlich gemacht.
Klar ist, dass die Nullifikationskrise die Union an den Rand eines Bürgerkriegs brachte und „in ihrem Kern erschütterte“. Sie wurde im Nachhinein als ein „Vorspiel zum Sezessionskrieg“ angesehen, als Teil einer Entwicklung, die mit dem Missouri-Kompromiss von 1820 begann und über die Nullifikationskrise und die Krise von 1850 schließlich zum großen Krieg führte. Der Calhoun-Biograf Charles M. Wiltse hielt den Sezessionskrieg nach Jacksons Proklamation am 10. Dezember 1832 sogar für „unausweichlich“. Moderne Studien zur Krise betonen allerdings, dass hier weniger „Süd“ gegen „Nord“ und „Einzelstaaten“ gegen „Zentralismus“ stand. Die Nullifikationskrise mit ihren Hauptkontrahenten Calhoun und Jackson war eher ein Streit zwischen verschiedenen Denkweisen, die beide für die Rechte der Einzelstaaten eintraten. Die eine, von Calhoun und den Nullifizierern vertreten, sah die Union als Bund souveräner Staaten und Sezession als verfassungsmäßiges Recht an und wollte die Interessen der Minderheiten schützen, die andere sah die Vereinigten Staaten als ewige Union, perpetual union an und verteidigte das Mehrheitsprinzip. Auch die Tatsache, dass kein anderer Südstaat die Nullifikation guthieß, macht es schwer, die Krise als reinen Nord-Süd-Konflikt anzusehen. Der restliche Süden war in den Jahren vor und während der Krise politisch zufriedengestellt worden und hatte den Glauben an das Mehrheitsprinzip noch nicht aufgegeben; Im Gegensatz zu South Carolina setzte er darauf, im Rahmen des normalen politischen Prozesses gegen den Zoll anzukämpfen. Diesen Kurs behielt der Süden auch nach der Krise bei: Es entstand kein in Nord und Süd getrenntes Parteiensystem. Freie und sklavenhaltende Staaten stellten sich nicht gegeneinander, sondern teilten ihre Sympathien beide für die Whigs und Demokraten. Eine weitere Generation lang sah der Süden im von der Verfassung vorgeschriebenen politischen Prozess und nicht in Minderheitenveto und Sezession seine beste Interessenvertretung.
In der längeren Frist beschleunigten die Krise und ihr Ausgang aber dennoch die Polarisierung der Vereinigten Staaten in Sklaven- und freie Staaten; Die Nullifikationskrise, obgleich von Jackson nie so verstanden, war vor allem Ausdruck der Ängste der südstaatlichen Sklavenhalter, die sich vor einer der Sklaverei gegenüber skeptischen Mehrheit des Nordens fürchteten. Schutz gegen diese Mehrheit fanden sie in den Prinzipien der Rechte der Einzelstaaten, in Nullifikation und später in Sezession, und dieses Grundproblem war weder durch den Kompromiss von 1820 noch durch den nun gefundenen Zollkompromiss gelöst worden. Diese Denkweise wurde in den folgenden Jahrzehnten weiter vorangetrieben, während gleichzeitig im Norden die Gegnerschaft gegen die Sklaverei wuchs und Nord und Süd so weiter auseinander drifteten, bis es 1860/61 zur noch größeren Krise kam.